# 표범장지뱀
표범장지뱀(학명: Eremias argus)은 몸에 얼룩무늬가 있어 표범을 연상케 하는 도마뱀이다. 서혜인공은 11~12쌍이다. 움직임이 매우 날래고 개체수가 적어 눈에 잘 띄지 않는다. 알은 7~8월에 모래 속에 4~5개 낳는다. 주로 태안군의 신두리 사구와 같은 해안 사구에서 발견되지만, 고산지대의 공터나, 4대강 사업이 이루어지고 있는 경기도 여주시 남한강 일대 등 내륙에 서식하고 있는 것도 관찰된다. 또 서울 한복판의 중랑천에 살고 있는 것이 확인되었다. 현재 대규모 하천공사로 인해 넓은 면적의 서식지가 파괴되고 있으며, 지속적인 개발로 인해 가까운 장래에 멸종될 가능성이 매우 크다. 따라서 대한민국은 표범장지뱀을 멸종위기 야생생물 Ⅱ급으로 지정하여 보호하고 있다.

## 대한민국의 장지뱀류
- 표범장지뱀
- 줄장지뱀
- 아무르장지뱀